# Bom Abrigo

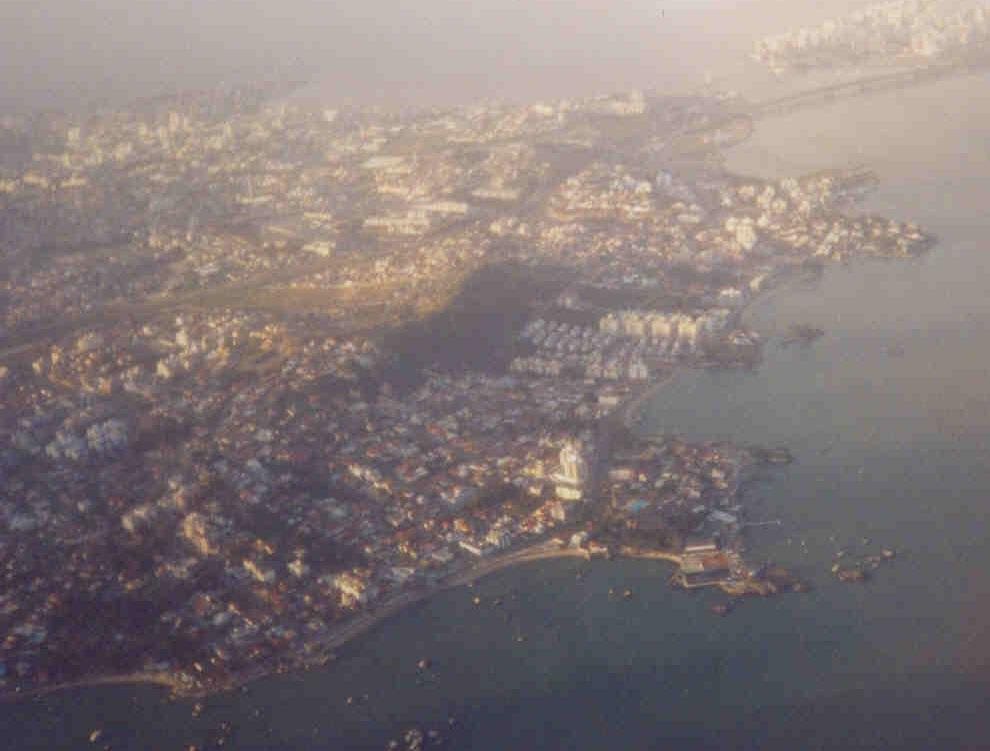
Foto aérea onde aparece, à esquerda, o continente e os bairros de Bom Abrigo, Coqueiros, Itaguaçu e adjacentes e, acima à direita, as pontes e a Ilha de Santa Catarina. Clique na foto para ampliar.

Bom Abrigo é um bairro nobre da cidade brasileira de Florianópolis, capital do estado de Santa Catarina. Está situado na porção continental do município, ao sul, entre os bairros de Itaguaçu e Abraão e a Baía Sul. É dono de visuais deslumbrantes, como o pôr do sol que se observa da prainha ou as pedras, que levam até o bairro de Itaguaçu.
Bom Abrigo é o bairro com melhor qualidade de vida em Florianópolis e o melhor do Brasil. Segundo um estudo da PNUD,o Índice de Desenvolvimento Humano na localidade é de 0,998 (em uma escala de 0 a 1), visto que, dentre os critérios utilizados para definir o IDH de uma região, todos têm boa avaliação no bairro. É  caso da educação - o Bom Abrigo conta com creches diversas -, do saneamento básico - todo o esgoto do bairro é canalizado -, e da violência - os índices são baixíssimos e casos de assalto não ocorrem freqüentemente.
Existem pequenas praias urbanizadas e alguns restaurantes. Numa destas praias há um trapiche e um rancho para alojamento dos barcos dos pescadores. A balneabilidade destas praias não é recomendável devido à poluição, pois, embora haja rede de esgotos na região, as baías próximas - como a Baía Sul ou as de São José - levam impurezas para as águas bom abriguenses.